# Battaglia di Yatay
La battaglia di Yatay è stato uno scontro occorso il 17 agosto 1865 tra le truppe della Triplice Alleanza (Argentina, Brasile ed Uruguay) e l'esercito paraguaiano.

## Antefatti
Dopo che il presidente paraguaiano Francisco Solano López dichiarò guerra all'Argentina, inviò due colonne d'attacco in territorio argentino: la prima, comandata da Wenceslao Robles, occupò la città di Corrientes il 14 aprile 1865; la seconda, composta da circa 12 000 uomini e comandata dal tenente colonnello Antonio de la Cruz Estigarribia, si diresse a est di quella provincia per attaccare il territorio brasiliano sul fiume Uruguay.
In origine, l'idea era che la colonna del fiume Uruguay fosse la più importante, poiché l'obiettivo centrale della guerra di López era quello di impedire l'espansione dell'Impero brasiliano; la colonna che doveva attaccare Corrientes aveva più che altro lo scopo di distrarre l'esercito argentino e di assicurare le comunicazioni del Paraguay con l'Oceano Atlantico. Ma un cambiamento nei piani di Lopez fece sì che due terzi delle forze fossero destinate a invadere la capitale Corrientes, con l'idea di avanzare da lì in direzione sud-est e attaccare il territorio uruguaiano.
In risposta, il 1º maggio, Argentina, Uruguay e Impero brasiliano firmarono la Triplice Alleanza.
Dopo il successo della cattura di Corrientes, il generale argentino Wenceslao Paunero lanciò un audace contrattacco il 25 maggio per riconquistare la città. Ma, di fronte all'enorme superiorità numerica del nemico, due giorni fu costretto ad evacuare la città e a riparare nel sud-ovest della provincia. Solo dopo essere rientrato da Corrientes, Paunero venne informato dell'avanzata paraguaiana sul fiume Uruguay.
Il presidente argentino Bartolomé Mitre incaricò il generale Justo José de Urquiza, governatore della provincia di Entre Ríos, di affrontare la colonna uruguaiana. Questi chiamò in suo aiuto Paunero, che si ritirò a Esquina in attesa di ordini. A queste forze si unì un battaglione di volontari di Corrientes, guidato dal colonnello Desiderio Sosa.
Nel frattempo si svolse la battaglia del Riachuelo, durante la quale la flotta brasiliana distrusse la squadra paraguaiana vicino alla città di Corrientes. Questa sconfitta impedì alla colonna paraguaiana sul fiume Paraná di raggiungere la colonna sul fiume Uruguay.

## La marcia paraguaiana lungo l'Uruguay
Dopo aver invaso il nord-ovest della provincia di Corrientes, il 5 maggio il generale Estigarribia inviò il colonnello Pedro Duarte alla testa di una piccola colonna avanzata per controllare le rive del fiume Uruguay. Duarte occupò la città di Santo Tomé e quattro giorni dopo fu raggiunto dalle forze di Estigarribia che poco dopo attraversò il fiume Uruguay ed invase lo stato brasiliano del Rio Grande do Sul. La colonna di Duarte invece, forte di 3 000 soldati, rimase invece sulla sponda opposta del fiume.
Estigarribia avanzò senza incontrare resistenza verso sud-est, occupando in successione São Borja e Itaqui. Nel frattempo, una colonna paraguaiana fu attaccata e parzialmente distrutta nei pressi di São Borja, nella battaglia di Mbuty. Una parte delle forze paraguaiane rimase a presidiare a Santo Tomé e São Borja, mentre Duarte si diresse verso sud.
Urquiza ordinò a Paunero di raggiungerlo a Concordia, tuttavia l'ex caudillo federale dovette affrontare un fatto inaspettato. Il 4 luglio infatti le sue truppe, a Basualdo, si sbandarono e si rifiutarono di combattere contro il Paraguay, che consideravano il loro alleato naturale.
Nel frattempo il generale Venancio Flores, presidente dell'Uruguay dopo il suo trionfo sul partito bianco, marciò per raggiungere Urquiza alla testa di 2 750 uomini. Anche le forze brasiliane, al comando del tenente colonnello Joaquim Rodrigues Coelho Nelly, composte da 1 200 uomini, si stavano dirigendo verso Concordia. I due contingenti si riunirono nel capoluogo entrerriano il 13 luglio. A quel punto ricevettero l'ordine di Mitre di mettersi sotto il comando di Flores. A Concordia venne inviato il 1º Reggimento di Cavalleria di Linea "San Martín", con 450 uomini, più uno squadrone di artiglieria uruguaiana con 140 uomini. In totale, Flores disponeva di una forza di 4 540 uomini, un contingente che il caudillo uruguaiano considerava troppo debole per affrontare le due colonne paraguaiane, nel caso si fossero incontrate.
Flores, Duarte ed Estigarribia marciarono lentamente per incontrarsi, mentre i 3 600 uomini di Paunero iniziarono una marcia accelerata attraverso paludi e fiumi attraverso il sud della provincia di Corrientes, per raggiungere Flores. Inoltre stavano raggiungendo i tre contingenti anche 1 400 uomini della cavalleria di Corrientes al comando del generale Juan Madariaga. Infine, una colonna di 1 200 uomini, guidati dal colonnello Simeón Paiva, si mise a alle calcagna delle forze di Duarte, con l'ordine tassativo di non attaccare, se non con piccole scaramucce.
Estigarribia, che aveva avuto la possibilità di annientare uno per uno i contingenti nemici, proseguì nella sua marcia lungo l'Uruguay contravvenendo anche all'ordine di López di proseguire verso Alegrete. Il 5 agosto il generale paraguaiano entrò nella cittadina di Uruguaiana senza sparare un colpo. Qui ordinò alle sue forze di riorganizzarsi e rifornirsi, senza sostenere Duarte. Nel frattempo le forze brasiliane del generale David Canabarro, troppo deboli per attaccare la colonna di 5 000 uomini di Estigarribia, si limitarono a posizionarsi nei dintorni della città, senza essere attaccate dal leader paraguaiano, e a porvi un assedio.
Nel frattempo, il 2 agosto, Duarte aveva occupato il villaggio di San José de Restauración. Una settimana dopo, i suoi avamposti furono sconfitti, subendo una ventina di perdite, nello scontro di Capí Quisé. Di fronte alla notizia che tutte le forze nemiche lo inseguivano, Duarte chiese aiuto al suo superiore, il generale Estigarribia, che, con sdegno, lo esortò a combattere da solo.
Il 13 agosto, senza che Duarte potesse impedirlo, Paunero e Paiva si riunirono con le forze di Venancio Flores, formando un contingente di circa 12 000 uomini, quasi quattro volte i paraguaiani. Questi ultimi abbandonarono San José de Restauración e presero posizione lungo le rive del torrente Yatay, ad est della cittadina.
Nel pomeriggio del 16 agosto ci fu un breve scontro tra le avanguardie e al calar della notte i due eserciti si trovavano l'uno di fronte all'altro, a mezza lega di distanza.

## Lo scontro

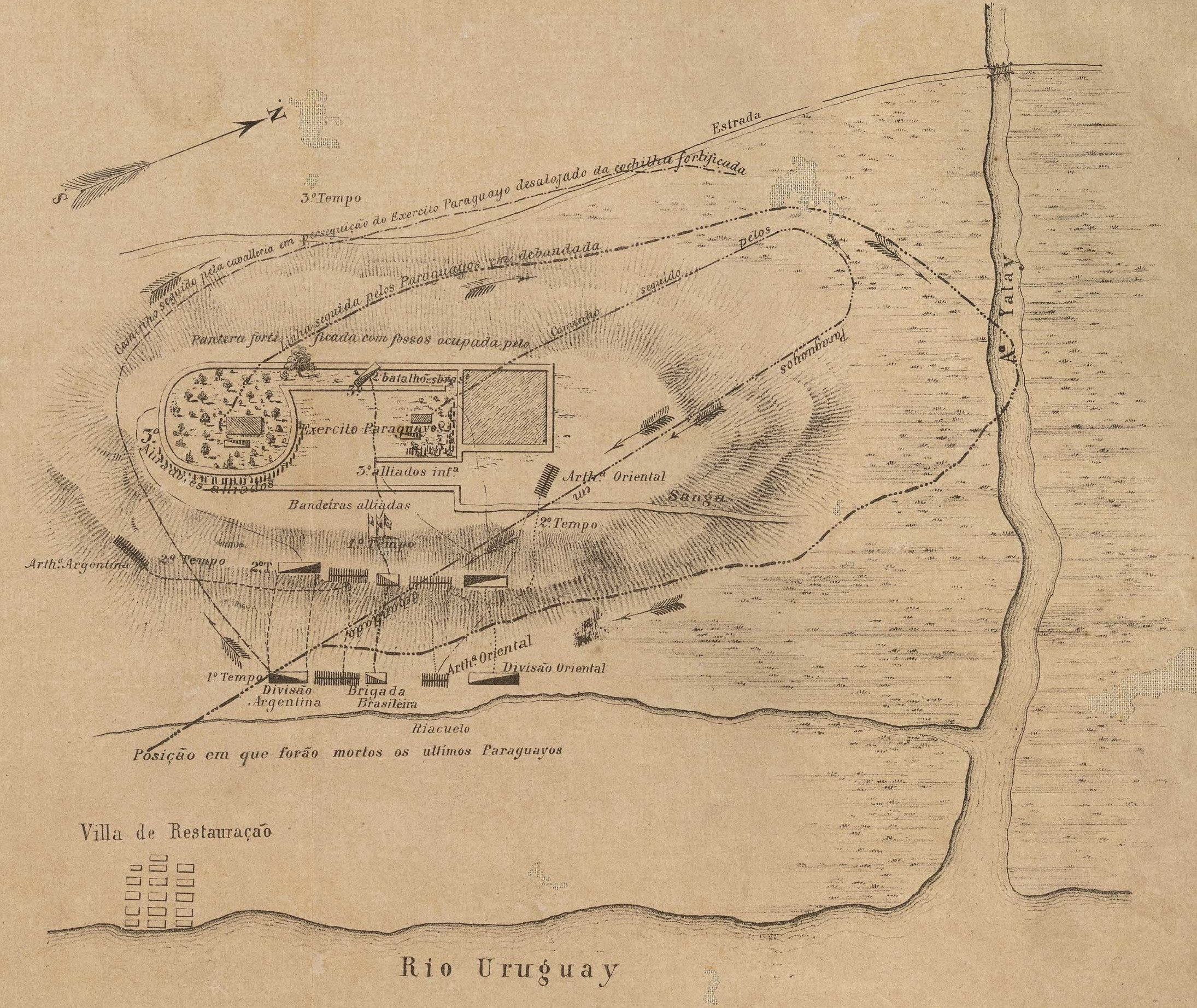
Piano della battaglia di Yatay.

Il campo di battaglia era in gran parte allagato, poiché sia il torrente Yatay, sia il suo affluente Despedida, sia il fiume Uruguay erano straripati. La maggior parte delle forze di fanteria paraguaiane erano trincerate tra gli alberi e nei fossati nella zona agricola del vicino villaggio, protette da un pantano che le copriva dagli attacchi frontali; ma, con il torrente alle spalle, rendeva impossibile l'evacuazione nel caso - che Duarte stesso considerava molto probabile - di una sconfitta.
Le forze di Duarte consistevano in 1 980 soldati di fanteria e 1020 di cavalleria. I paraguaiani erano sprovvisti di artiglieria. Gli Alleati disponevano di un totale di 5 550 soldati di fanteria, 5 000 di cavalleria e 32 pezzi di artiglieria. I capi dell'esercito alleato comprendevano comandanti esperti come Venancio Flores e lo stesso Paunero, i comandanti orientali León de Palleja, Ignacio Rivas, Enrique Castro e Gregorio Suárez, e gli argentini Giovanni Battista Chiarlone, José Miguel Arredondo, José Giribone, Ignacio Segovia, Joaquín Viejobueno, Leopoldo Nelson, Desiderio Sosa, Simeón Paiva e Madariaga.
La battaglia iniziò alle dieci del mattino, con un attacco precipitoso della divisione di fanteria di León de Palleja, che dichiarò che non era "virile" sparare con l'artiglieria contro un nemico disarmato e ordinò ai suoi soldati di avanzare. Duarte approfittò dell'errore e contrattaccò con quasi tutta la sua cavalleria, causando centinaia di vittime e costringendo l'ufficiale uruguaiano a ritirarsi. L'artiglieria alleata, che avrebbe potuto decidere da sola la battaglia, dovette sospendere il fuoco per non massacrare la divisione di León de Palleja, che si era posizionata proprio sulla linea di tiro.

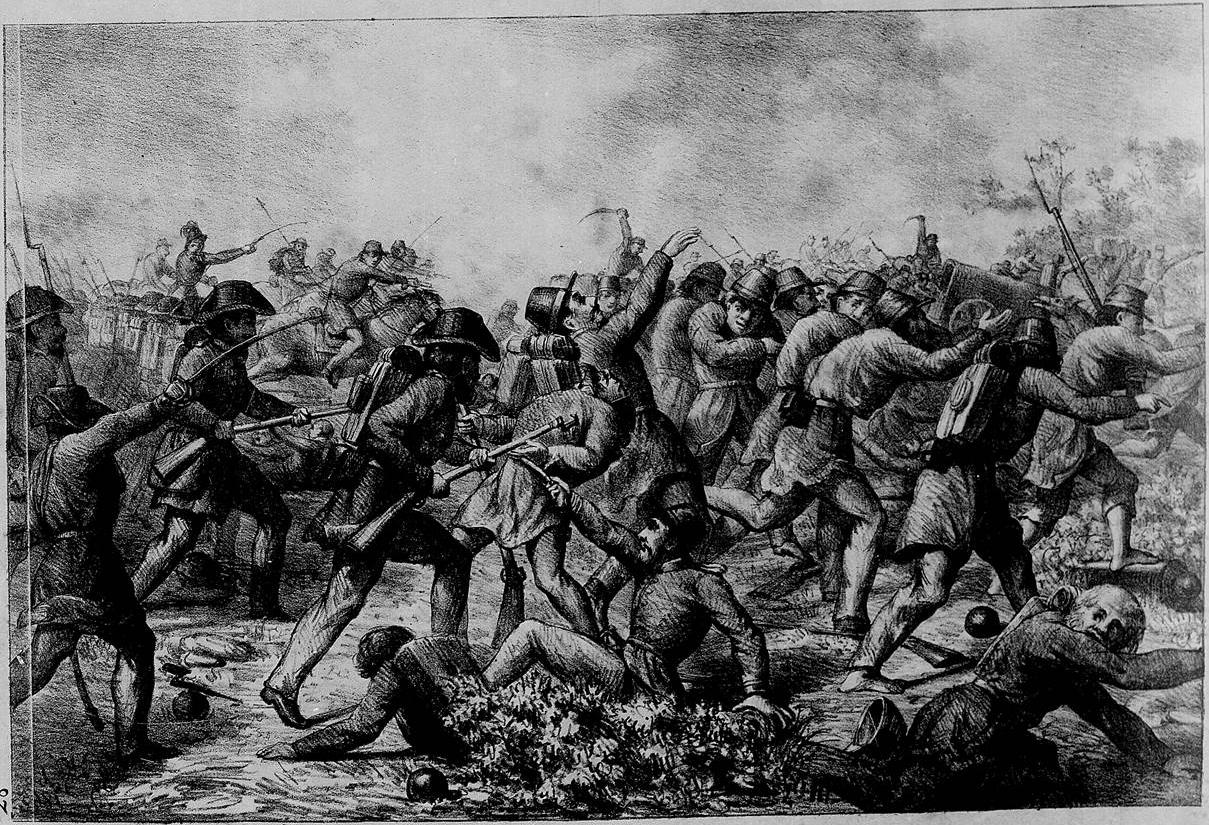
I paraguaiani vengono caricati dalle forze alleate a Yatay.

Di fronte a questa situazione, la divisione di cavalleria di Segovia attaccò la cavalleria paraguaiana, sostenuta da Castro e dagli uruguaiani di Suárez. Per più di due ore la battaglia fu esclusivamente di cavalleria.
Duarte ordinò alla sua cavalleria una manovra di ritirata che permise finalmente alla fanteria alleata di avanzare e, nonostante la superiorità numerica fosse schiacciante, i paraguaiani resistettero con una tenacia che stupì i loro nemici. Quando la battaglia era praticamente persa, Duarte tentò una disperata carica di cavalleria, con il risultato che il suo cavallo fu ucciso. Lo stesso Paunero esortò Duarte ad arrendersi, cosa che Duarte infine accettò. Tuttavia, Paunero dovette insistere con il generale Flores affinché non fucilasse Duarte, il quale precedentemente aveva fatto giustiziare un emissario inviato dal generale in capo per corromperlo.
Un'ultima resistenza della fanteria del tenente Zorrilla, che attraversò il torrente Yatay, fu interrotta dall'attacco della cavalleria di Suárez e Madariaga, che li attaccò da dietro. Circa 100 soldati paraguaiani attraversarono a nuoto il fiume Uruguay, mentre gli altri furono uccisi o fatti prigionieri. In tutto, subirono 1 500 morti e 1 600 prigionieri, tra cui 300 feriti.

## Conseguenze

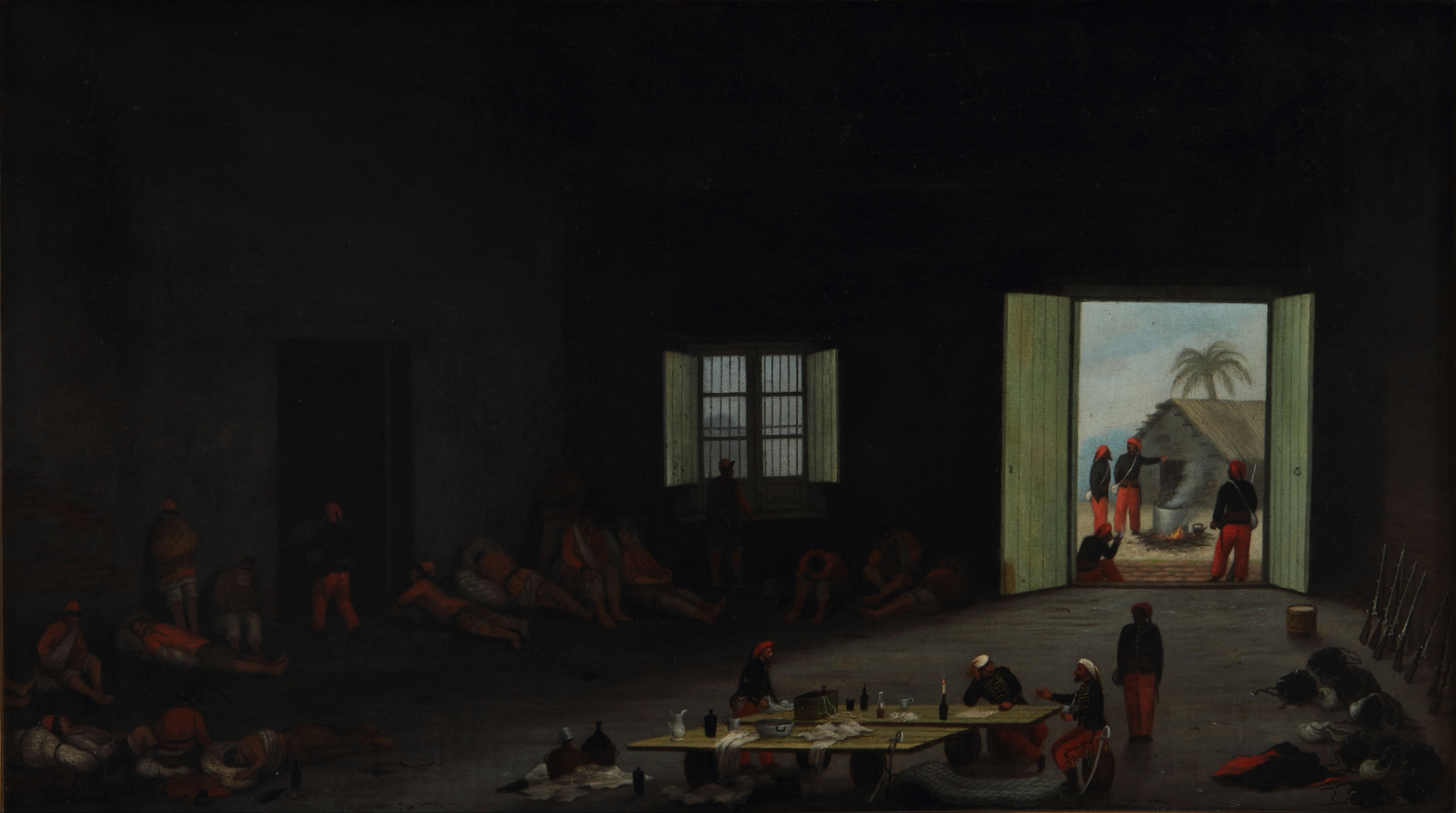
Soldati paraguaiani feriti catturati dopo la battaglia di Yatay, dipinto di Cándido López.

A causa delle perdite subite, i soldati paraguaiani catturati nella battaglia di Yatay furono arruolati a forza negli eserciti alleati e costretti a prendere le armi contro il proprio Paese. In seguito, molti di questi soldati paraguaiani sarebbero stati fucilati, con l'accusa di "diserzione", per essersi rifiutati di uccidere i loro compatrioti.
Tra i prigionieri, Flores scoprì diverse decine di soldati uruguaiani, sostenitori del Partito Bianco che si erano rifugiati in Paraguay con l'obbiettivo di riacquisire in controllo del governo del loro paese. Il caudillo uruguaiano ordinò quindi di fucilarli come traditori del loro Paese.
Il 18 settembre successivo, dopo aver dichiarato ai rappresentanti dell'Imperatore Pietro II che non si sarebbe arreso, il generale Estigarribia si arrese quasi senza combattere.
Poco dopo, le forze paraguaiane che occupavano la città di Corrientes la abbandonarono, ritirandosi verso nord, e presto si ritirarono in territorio paraguaiano.